# マクセル UR

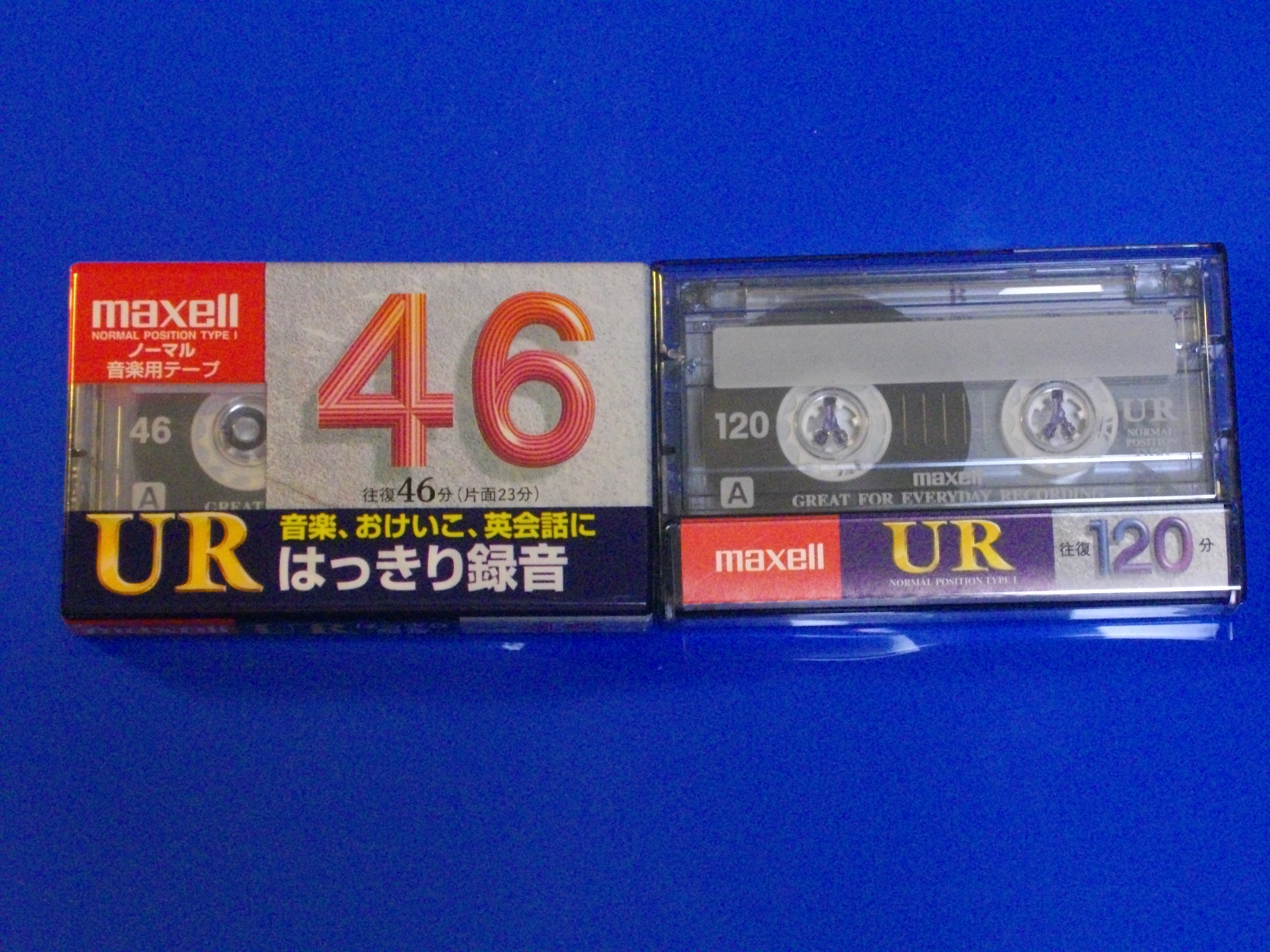
画像左：UR-46GK、画像右：UR-120L（前期ロット品）

UR（ユーアール、Ultra Reference）は、1984年（昭和59年）3月から電響社 マクセル事業本部（旧・マクセル コンシューマー事業部←マクセルホールディングス←日立マクセル）が「Maxell（マクセル）」ブランドで製造・発売し、日立グローバルライフソリューションズが流通委託・販売している音楽録音・一般録音用途兼用のコンパクトカセットテープ（以下カセットテープ）の商品名（商標）である。
本記事では、2012年（平成24年）3月から2017年（平成29年）3月まで製造・出荷されていたマクセルの最下位カセットテープのUL（ユーエル、Ultra Low Noise、1978年（昭和53年）9月から1985年2月まで発売されていた2代目以前のULとは別物）、および2012年3月から2019年（令和元年）12月まで製造・出荷され、2021年（令和3年）3月までダイソー専売商品として販売されていた1巻売の音楽用カセットテープ（おんがくようカセットテープ、UL(H)）についても便宜上、記述する。

## 特徴
UR、および3代目ULはいずれもノーマルポジションの低級タイプのLH（Low-Class Low Noise High-Output）グレードである。
URは、1982年（昭和57年）3月から1984年2月まで販売されていた2代目ULの後継として登場。1985年（昭和60年）9月には初代URの派生製品として無色透明仕様のカセットハーフ、および無色透明タイプのスリップシートを採用したUR-Fが発売された。3代目ULは2012年3月に予告なく登場し、ダイソー専売の1巻売「音楽用カセットテープ」を除き2017年3月に製造を終了。その後、2019年（令和元年）12月にはダイソー専売の1巻売「音楽用カセットテープ（UL(H)）」も製造・出荷終了となり、2021年（令和3年）3月までに流通在庫品が全て販売終了となった。
ケースは現在もスリムではないラウンドPケースを採用し、使いやすさをアピールしている。2025年（令和7年）1月現在の生産はテープ（磁性体とベースフィルム、いわゆるパンケーキ）、および組立がそれぞれインドネシアとなっている。
ハーフについては、2012年7月以降に出荷された製品（UR-L後期ロット品）より4本ねじ止め式に変更された。以前は遮磁板を採用していたが、2014年（平成26年）3月以降に出荷された製品（UR-L後期仕様）より製造コストの削減の理由で省略されている。
リーダーテープはマクセル独自のA/B面及び走行方向を表示するセルフクリーニングリーダーテープが採用されていたが、2017年3月の改良後よりセルフクリーニング機能はそのまま継続されているがA/B面の表示のないセルフクリーニングリーダーテープに変更された。かつてURとほぼ同等の磁性体を採用したテープを使用した製品にSOUND、およびMy1、COLOR CLUB（CC）や、URの事実上のハイポジション（TYPE Ⅱ）版にあたるMy2などが存在していた。
URと3代目ULの相違点として、URはスモーク仕上げの半透明ハーフに直接シルク印刷をし、内容を鉛筆などで直接記入できる″楽がき"タイトルスペースやカラフルタイトルラベルを採用している（ただし後述する2020年3月のリニューアル品より廃止）が、3代目ULは製造コストの削減の理由でスリップシートに直接印刷をし、無色透明のハーフにはタイトルラベルを使用するかマジックを使い内容を記入する必要があった。また、タイトルラベルも簡素化されているため、全体的にチープとなっていた。
2020年3月のリニューアルでは、2000年代のようなパッケージになり、幅広いユーザーにアピールするパッケージデザインとなった。これに伴い30分と46分がラインアップから落とされ、マルチパックはこれまでの10本パック（各種分数共通）・4本パック（90分除く）・3本パック（90分のみ）の各種バリエーションから変更され、全て5本パックに統一となった。また、カセットレコーダー・カセットデッキによる検証実験ではリニューアル前のモデルに対しMOL特性が改善され、1990年代当時の音楽録音専用標準LH級ノーマルポジション用カセットテープに匹敵する大入力での録音に耐えることができる商品となっている。
2023年（令和5年）4月以降の製造・出荷ロットより製造事業者・発売元がマクセル株式会社から先述の通り、株式会社電響社へ変更された。
2025年（令和7年）現在における一連の日本メーカー製のカセットテープの商標としては41年と、かつての競合製品であったソニーのHF（1970年〈昭和45年〉 - 2015年〈平成27年〉、シリーズ通算45年）に次ぐ息の長い商標である。

## ラインアップ
URは、現在以下の4種類のタイムラインアップとなる。
- UR-10N
- UR-20N
- UR-60N
- UR-90N

各1本・5本パックで販売されている。10本パックは一旦販売終了していたが、後にULの10本パックに代わる形で復活したが2020年（令和2年）3月のリニューアルに伴い再び廃止された。このほか、4本パック（90分除く）と3本パック（90分のみ）も2020年3月のリニューアルに伴い廃止された。
先述の通り2020年3月に一部改良を行ったほか、2022年（令和4年）6月以降に製造・出荷された製品では一部の仕様変更により、磁気テープ本体の品質の見直しが実施された。一部改良を行う前の型番の末は全て「M」。価格は全てオープン価格。
1985年（昭和60年）から1988年（昭和63年）までに販売されていた初代URの派生製品となるUR-Fは、以下の4種類のタイムバリエーションであった。
- UR-F46
- UR-F50
- UR-F60
- UR-F90

このうち、46分用と50分用は歴代URシリーズとしては唯一、ラージハブが採用されていた。
　
1994年（平成6年）から1995年（平成7年）までに販売されていた「UR-##GK」と表記する型番のシリーズ（150分用を除き、全て韓国製）が存在するが、リニューアルにより短期間で生産終了した。ラインナップは以下となる。
- UR-10GK
- UR-46GK
- UR-60GK
- UR-90GK
- UR-120GK
- UR-150GK

ダイソー専売の1巻売「音楽用カセットテープ」を含む3代目ULは、以下の3種類のタイムバリエーションであった。
- UL-10(H)
- UL-60(H)
- UL-90(H)

量販店向けでは4本パック（90分のみ3本パック）・10本パックで販売されていた。価格は全てオープン価格であった。